# Rhaphuma aperta
Rhaphuma aperta är en skalbaggsart som beskrevs av J. Linsley Gressitt 1951. Rhaphuma aperta ingår i släktet Rhaphuma och familjen långhorningar. Inga underarter finns listade i Catalogue of Life.